# 隆里乡
隆里乡，是中华人民共和国贵州省黔东南苗族侗族自治州锦屏县下辖的一个乡镇级行政单位。

## 行政区划
隆里乡下辖以下地区：
隆里村、华寨村、王家榜村和龙里司村。

## 中国传统村落
2012年，隆里所村被评为首批“中国传统村落”。